# Фрумушени (Арад)
Фрумушени (рум. Frumușeni) насеље је у Румунији у округу Арад у општини Фрумушени. Oпштина се налази на надморској висини од 140 m.

## Историја
Аустријски царски ревизор Ерлер је 1774. године констатовао да место "Шондорф" припада Сентмиклошком округу, Липовског дистрикта. Ту је римокатоличка црква а становништво је било немачко.

## Становништво
Према подацима из 2002. године у насељу је живело 1563 становника.

### Попис2002.
| Расподела становништва по националности 2002.‍ | Расподела становништва по националности 2002.‍ | Расподела становништва по националности 2002.‍ | Расподела становништва по националности 2002.‍ | Расподела становништва по националности 2002.‍ |
| --------------------------------------------- | --------------------------------------------- | --------------------------------------------- | --------------------------------------------- | --------------------------------------------- |
|                                               |                                               |                                               |                                               |                                               |
| Румуни                                        | Румуни                                        |                                               | 1.445                                         | 93,0%                                         |
| Мађари                                        | Мађари                                        |                                               | 72                                            | 4,6%                                          |
| Немци                                         | Немци                                         |                                               | 36                                            | 2,3%                                          |